# RADIO BREAKERS
RADIO BREAKERS（レディオ・ブレイカーズ）は、FM OSAKAで放送されていた5分間のラジオ番組。創価学会の一社提供。

## 放送時間
- 月曜 - 木曜 20:55 - 21:00（JST）(2017年4月 - 2021年3月)

過去の放送時間
- 月曜 - 木曜 22:55 - 23:00
  - 2017年3月まで『SCHOOL OF LOCK!』の22時55分放送のコーナーを差し替えて放送していた。翌月より現在の放送時間へ枠移動。

## DJ
- 淡路祐介

過去
- 森裕子
- 江藤麻由
- 住吉今日子

## 番組の進行状況
番組開始と共にオープニングデモが流れ、その後担当DJのナレーションと共に話題のポピュラー音楽（主にJ-POP系）ソングを2曲流し、創価学会のCMが流れた後にエンディングとなる。

## スポンサーとしての創価学会
スポンサーである創価学会は以前（2001年頃）はこの番組ではなくかつて23:55に放送していた『fm osaka ヘッドラインニュース』内の「ウェザーリポート」を提供していたが、2003年頃に『RADIO BREAKERS』に移行した。